# 10/18
La 10/18 è una casa editrice francese di tascabili, creata nel 1962 da Paul Chantrel (allora registrata come "Union Générale d'Éditions"). Nel 1968 è stata diretta da Christian Bourgois che ne ha sviluppato il settore saggistico di scienze sociali offrendo anche alle università una sede per i loro testi in formato economico di 10 x 18 cm (da cui il nome).
Con la direzione di Jean-Claude Zylberstein, si è sviluppata maggiormente negli anni ottanta la parte dedicata alla fiction in collane diverse, ma soprattutto in "Domaine français".
Dal 1992 è stata diretta da Leonello Brandolini. Dal 1999 da Jean-Claude Dubost (poi presidente della Univers Poche) e recentemente da Emmanuelle Heurtebize.
Fa parte di Univers Poche, che raggruppa le case Pocket (nata come Presses Pocket nel 1962), Pocket Jeunesse, Fleuve Noir (creata nel 1949 da Armand de Caro e Guy Krill) e Kurokawa (casa editrice di manga).
A sua volta la Univers Poche dal 2004 fa parte del gruppo Editis (diretto da Alain Kouch Tckekerul).

## Collane
Tra le sue collane:
- "Bibliothèques 10/18";
- "Bibliothèque médiévale"
- "Domaine français";
- "Domaine Policier", letteratura poliziesca, lanciata nel 2009;
- "Fait et cause", saggi di scienze umane;
- "Grand détectives";
- "Grand Format";
- "Littérature étrangère".